# David Baulcombe
David Charles Baulcombe, FRS (Solihull, 4 de julho de 1952) é um geneticista britânico.
Foi eleito em 2001 membro da Royal Society.

## Publicações
- Hamilton, A; Voinnet, O; Chappell, L; Baulcombe, D (setembro de 2002). «Two classes of short interfering RNA in RNA silencing». The EMBO journal. 21 (17): 4671–9. ISSN 0261-4189. PMC 125409. PMID 12198169. doi:10.1093/emboj/cdf464
- Papaefthimiou, I; Hamilton, A; Denti, M; Baulcombe, D; Tsagris, M; Tabler, M (junho de 2001). «Replicating potato spindle tuber viroid RNA is accompanied by short RNA fragments that are characteristic of post-transcriptional gene silencing» (Free full text). Nucleic acids research. 29 (11): 2395–400. ISSN 0305-1048. PMC 55696. PMID 11376158. doi:10.1093/nar/29.11.2395
- Dalmay, T; Hamilton, A; Rudd, S; Angell, S; Baulcombe, DC (maio de 2000). «An RNA-dependent RNA polymerase gene in Arabidopsis is required for posttranscriptional gene silencing mediated by a transgene but not by a virus». Cell. 101 (5): 543–53. ISSN 0092-8674. PMID 10850496. doi:10.1016/S0092-8674(00)80864-8
- Burton, RA; Gibeaut, DM; Bacic, A; Findlay, K; Roberts, K; Hamilton, A; Baulcombe, DC; Fincher, GB (maio de 2000). «Virus-induced silencing of a plant cellulose synthase gene» (Free full text). The Plant cell. 12 (5): 691–706. ISSN 1040-4651. PMC 139921. PMID 10810144. doi:10.1105/tpc.12.5.691
- Dalmay, T; Hamilton, A; Mueller, E; Baulcombe, DC (março de 2000). «Potato virus X amplicons in arabidopsis mediate genetic and epigenetic gene silencing» (Free full text). The Plant cell. 12 (3): 369–79. ISSN 1040-4651. PMC 139837. PMID 10715323. doi:10.1105/tpc.12.3.369
- Jones, L; Hamilton, AJ; Voinnet, O; Thomas, CL; Maule, AJ; Baulcombe, DC (dezembro de 1999). «RNA-DNA interactions and DNA methylation in post-transcriptional gene silencing» (Free full text). The Plant cell. 11 (12): 2291–301. ISSN 1040-4651. PMC 144133. PMID 10590159. doi:10.1105/tpc.11.12.2291
- Hamilton, A. J.; Baulcombe, DC (1999). «A Species of Small Antisense RNA in Posttranscriptional Gene Silencing in Plants». Science. 286 (5441). 950 páginas. PMID 10542148. doi:10.1126/science.286.5441.950
- Hamilton, WD; Boccara, M.; Robinson, D. J.; Baulcombe, D. C. (outubro de 1987). «The complete nucleotide sequence of tobacco rattle virus RNA-1» (Free full text). The Journal of general virology. 68 ( Pt 10): 2563–75. ISSN 0022-1317. PMID 3668507. doi:10.1099/0022-1317-68-10-2563[ligação inativa]
- Boccara, M; Hamilton, WD; Baulcombe, DC (fevereiro de 1986). «The organisation and interviral homologies of genes at the 3' end of tobacco rattle virus RNA1» (Free full text). The EMBO journal. 5 (2): 223–229. ISSN 0261-4189. PMC 1166722. PMID 16453668